# Socratea hecatonandra
Socratea hecatonandra är en enhjärtbladig växtart som först beskrevs av Armando Dugand, och fick sitt nu gällande namn av Rodrigo Bernal. Socratea hecatonandra ingår i släktet Socratea och familjen Arecaceae. Inga underarter finns listade i Catalogue of Life.